# Lasnamäe

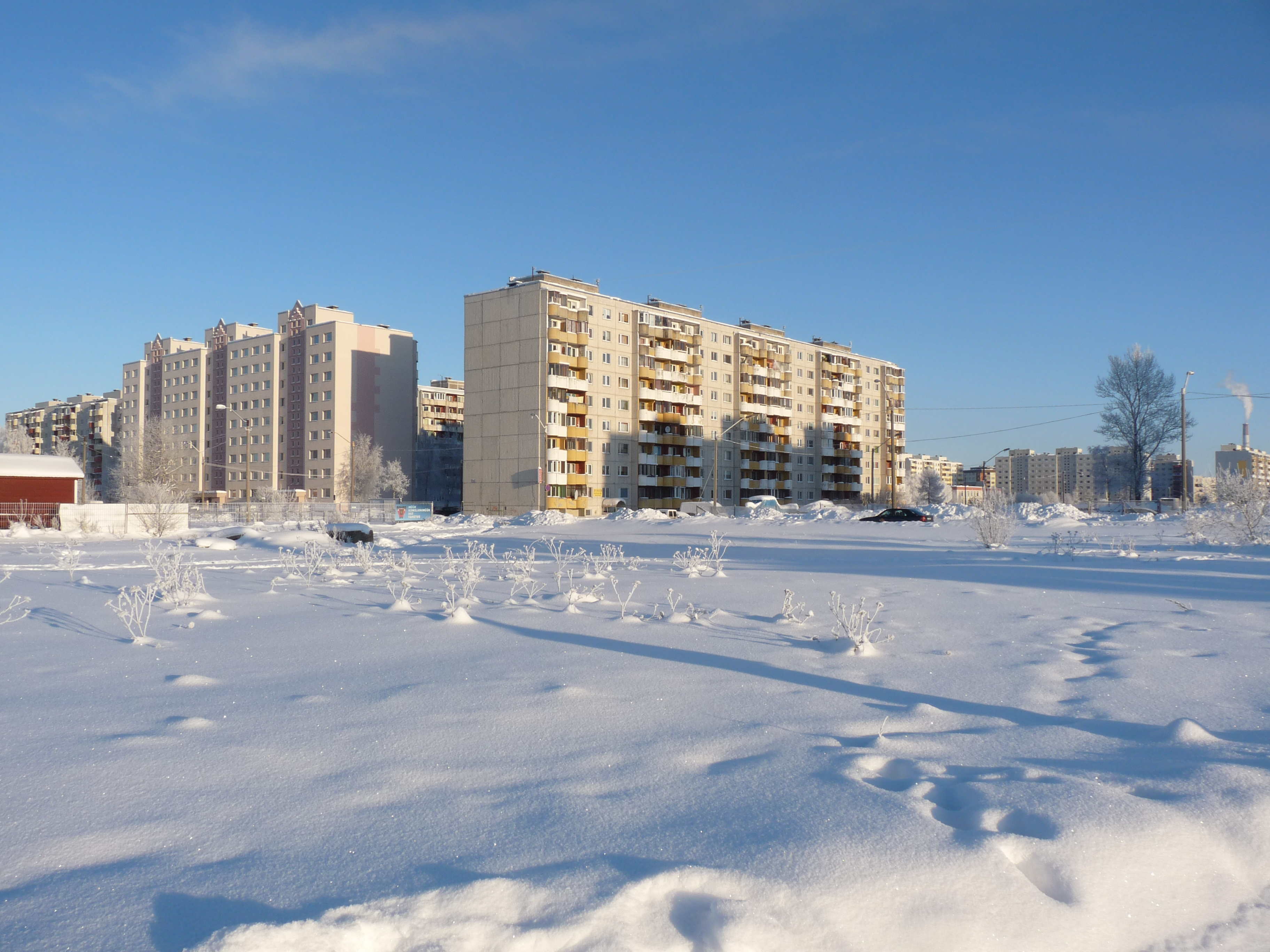
Edificis del barri de Priisle.

Lasnamäe és un dels vuit districtes administratius (en estonià linnaosa) de Tallinn. El districte es troba a la part oriental de Tallinn i està situat en un altiplà de pedra calcària que es troba entre 30 i 52 m sobre el nivell del mar, pel que un vessant escarpat (part del Klint bàltic), a més del riu Pirita, el separa dels districtes de Pirita i Kesklinn. El punt més alt del districte és el turó Sõjamägi amb una altitud de 54 m. El districte té una extensió de 27,47 km² i és el més poblat de Tallinn, l'any 2023 compta amb una població de 119.695 habitants.
Alhora Lasnamäe es divideix en 16 subdistrictes o barris (en estonià asum): Katleri, Kurepõllu, Kuristiku, Laagna, Loopealse, Mustakivi, Pae, Paevälja, Priisle, Seli, Sikupilli, Sõjamäe, Tondiraba, Uuslinn, Väo i Ülemiste.
El districte es pot dividir en dues zones ben diferenciades: la part nord és eminentment residencial, mentre que la part sud al voltant de la carretera Tallinn-Narva (part de l'E20) i fins a la frontera amb la parròquia de Rae és principalment industrial. L'aeroport de Tallinn es troba administrativament dins d'aquest districte.

## Història
La construcció d'edificis d'apartaments de formigó prefabricat sota el concepte de complex residencial, pel qual Lasnamäe és avui més conegut, va començar primer el 1973 i a més gran escala el 1977. Aquest procés va durar fins a la restauració de la independència d'Estònia el 1991 i va canviar completament l'entorn a Lasnamäe. Segons els primers conceptes, es va planificar que Lasnamäe allotgés entre 160.000 i 180.000 habitants. De fet diversos barris, com Katleri, Mustakivi, Priisle o Sell, van heretar el nom de les granges o llogarets que hi havia en el lloc on es van construir.
Durant la revolució Cantant a finals de la dècada de 1980, la combinació de l'habitatge massiu i la població migrant dominant russòfona va provocar crides entre els estonians ètnics per "aturar Lasnamäe". La frase "Peatage Lasnamäe!", extreta de la cançó popular Mingem üles mägedele interpretada per Ivo Linna, es va convertir en un dels eslògans de la revolució.
Durant la dècada de 1990 el districte va tenir poc desenvolupament. En comparació amb altres zones de Tallinn, va atreure poca inversió i tenia els preus immobiliaris més baixos. En els darrers anys la situació ha canviat, al districte s'hi han construït nous edificis d'apartaments, tant per part del govern municipal com d'inversors privats, així com diversos hipermercats.

## Esport
El FC Tallinn i el FC Ajax Lasnamäe són els dos clubs de futbol amb seu a Lasnamäe.